# Pouteria ucuqui
Pouteria ucuqui, el ocoquí, ucuqui, yugo o apaporis es una especie de árbol de la familia de las sapotáceas.

## Distribución geográfica
Crece en la Amazonia, en las cuencas del río Caquetá y el río Negro.

## Descripción
Alcanza en promedio 20 m de altura. Tiene hojas elípticas de 25 cm × 66 mm, simples, alternas de margen entero y ápice acuminado, base aguda con peciolo de 35 mm de largo. El fruto es comestible de color marrón, ovoide de 5 a 5 cm de longitud por 4 cm de ancho; se utiliza para preparar refrescos. La medicina tradicional le atribuye propiedades como vermífugo.

## Taxonomía
Pouteria ucuqui fue descrita por Pires & R.E.Schult. y publicado en Botanical Museum Leaflets 14(4): 87–96, pl. 20–23. 1950.
Sinonimia
- Gymnoluma ucuqui Baehni
- Piresodendron ucuqui Aubrév. ex Le Thomas[2]